# Austrochaperina polysticta
Austrochaperina polysticta är en groddjursart som först beskrevs av Méhely 1901.  Austrochaperina polysticta ingår i släktet Austrochaperina och familjen Microhylidae. IUCN kategoriserar arten globalt som otillräckligt studerad. Inga underarter finns listade.